# Matěj Dvorský z Hájku
Mistr Matěj Dvorský z Hájku (latinsky Mathias Curius ab Hagek), Matyáš Dvorský z Hájku, Matyáš Hájek, (1520, Dvůr Králové nad Labem – 23. března 1583, Praha) byl utrakvistický teolog, profesor a rektor University Karlovy. Zásadním způsobem se podílel na vzniku České konfese.
Matěj Hájek (Matyáš Hájek) zastával různé církevní i světské úřady; byl rektorem University Karlovy nejdéle ze všech rektorů, s třemi ročními přestávkami v letech 1559–1561, 1562–1572, 1573–1582. Císařem Ferdinandem I. byl společně s Tadeášem Hájkem z Hájku dne 1. září 1554 povýšen do vladyckého stavu s právem mít vlastní erb.
Zemřel 23. března 1583 v důsledku onemocnění morem. Byl pochován kapli Božího Těla na pražském Karlově náměstí.